# Natalia Gałczyńska
Natalia Gałczyńska z domu Awałow, pseudonim „Anna Glińska” (ur. 26 sierpnia 1908 w Kaliszu, zm. 22 listopada 1976 w Warszawie) – polska pisarka, autorka książek dla dzieci i młodzieży, tłumaczka literatury rosyjskiej.

## Pochodzenie
Rodzicami Nataszy (Natalii) byli Konstanty Nikołajewicz Awałow (pochodził z gruzińskiego rodu Awaliszwili) i Wiera Snaksarew. Ojcem Wiery był Piotr Dmitriewicz Snaksarew, który jako oficer służył w rosyjskim wojsku podczas powstania styczniowego (1863–1864). Po upadku powstania Piotr Snaksarew trafił do Kalisza, gdzie dosłużył się stanowiska naczelnika powiatu kaliskiego. W czasie rewolucji 1905 roku musiał złożyć swój urząd, bowiem poparł protesty kaliskich uczniów, sprzeciwiających się rusyfikacji szkolnictwa. Zmarł 30 marca 1909 w Kaliszu w wieku 70 lat i został pochowany na cmentarzu grecko-prawosławnym w Kaliszu.
Ojciec Natalii ukończył Oficerską Szkołę Kawalerii, na początku XX wieku w stopniu korneta, trafił do 15 pułku dragonów. W Petersburgu wiosną 1902 r. Awałow poznał Wierę Snaksarew, pochodzącą z Kalisza uczennicę petersburskiego Instytutu Maryjskiego. Awałow podjął służbę w stacjonującym w mieście 5 Aleksandryjskim pułku huzarów (tzw. pułk „trupie główki” ; tam dosłużył do stopnia sztabsrotmistrza), a Wiera podjęła nauką w kaliskim gimnazjum. 8 lipca 1904 r. Konstanty i Wiera wzięli ślub w pułkowej cerkwi pod wezwaniem św. Jerzego w Kaliszu. W okresie I wojny światowej książę Awałow walczył w carskiej armii, po czym w marcu 1917 r. trafił do tureckiej niewoli. Po uwolnieniu nie wrócił do Kalisza (gdzie mieszkała jego żona z synem i córką – Natalią), lecz osiadł w sowieckiej Gruzji, gdzie ukrywał się przed bolszewikami i zmarł w r. 1937.

## Życiorys

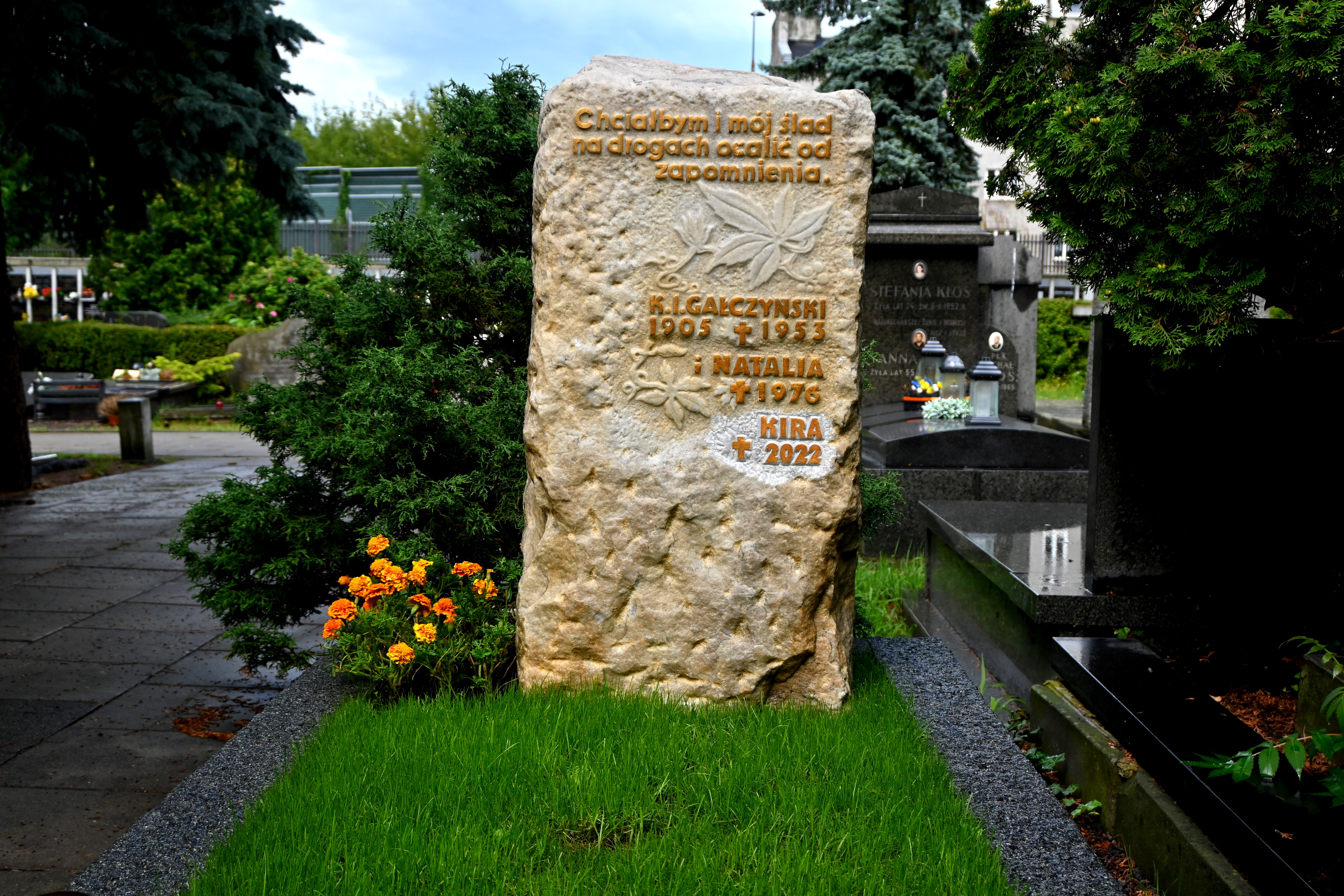
Grób Natalii, Konstantego Ildefonsa i Kiry Gałczyńskich na Cmentarzu Wojskowym na Powązkach w Warszawie

Wg jednych źródeł w 1928 ukończyła kaliskie Gimnazjum im. Anny Jagiellonki, z kolei wg innych już w 1918 roku wyjechała z rodziną do Warszawy (co jest sprzeczne ze wspomnieniami jej córki Kiry Gałczyńskiej) i tam zdała maturę w Gimnazjum im. K. Hoffmanowej. W 1929 miała rozpocząć studia z historii sztuki na Uniwersytecie Warszawskim. W tym samym roku poznała Konstantego Ildefonsa Gałczyńskiego, którego poślubiła 1 czerwca 1930. Ich ślub odbył się w soborze metropolitalnym Świętej Równej Apostołom Marii Magdaleny w Warszawie.
W latach 1934–1936 Gałczyńscy mieszkali w Wilnie, na Zarzeczu, gdzie urodziła się ich córka Kira. W 1936 r. przenieśli się z powrotem do Warszawy i osiedli w pobliskim Aninie.
W 1954 r. wstąpiła do Związku Literatów Polskich. W 1972 r. otrzymała Krzyż Kawalerski Orderu Odrodzenia Polski. Została pochowana na Cmentarzu Wojskowym na Powązkach w Warszawie, gdzie wcześniej spoczął jej mąż Konstanty (1905–1953) (kwatera A2-10-18).

## Twórczość
- Utwory dla młodzieży pod pseudonimem Anna Glińska[14]:

1. Kasia i inne (1963)
2. Gdzie jest mój dom? (1968)
3. Dom na Celnej (1972)
4. Powrót do Santa Cruz (1972)
5. Spotkajmy się w Bangkoku (1973)

- Baśnie:

1. Iv i Finetta (na motywach bajek francuskich) (1962)
2. O wróżkach i czarodziejach. Na motywach ludowych bajek francuskich (1973)
3. Firoseta i czary. Bajki znad Morza Śródziemnego (1975)

- Przekłady z języka rosyjskiego[14]:

1. Borys Żitkow, Co widziałem (1950)
2. Borys Żitkow, Historie morskie (1950)
3. Maksim Gorki, Jak uczyłem się (1951) – 7 wydań
4. Piotr Ignatow, Bracia bohaterowie (1953) – proza socrealistyczna
5. Opowiadania abchaskie (przekł. z rosyjskiego wraz z Henrykiem Rollsem, przedm. A. Drozdow) (1952)
6. Nikołaj Tichonow, Opowiadania o Pakistanie (1952)
7. Aleksiej Musatow, Dom na wzgórzu (1953)
8. Złote ręce. Zbiór baśni narodów ZSRR o mistrzach-rzemieślnikach, (oprac. N. Kołpakowa) (1954)  – proza socrealistyczna
9. O. Iwanow, Wędrujemy do Indii (1964)
10. Olga Bergholc, Tu mówi Leningrad (1966) – proza socrealistyczna
11. Kilka utworów Antoniego Czechowa[15] (m.in.: Mewa, Wujaszek Wania)